# Банцешти (Валча)
Банцешти (рум. Bănțești) насеље је у Румунији у округу Валча у општини Мадулари-Беика. Oпштина се налази на надморској висини од 311 m.

## Становништво
Према подацима из 2002. године у насељу је живело 397 становника, од којих су сви румунске националности.